# Михайлівка (Рильський район)
Михайлівка (рос. Михайловка) — село в Рильському районі Курської області Російської Федерації.
Населення становить 256 осіб. Входить до складу муніципального утворення Михайловська сільрада.

## Історія
Населений пункт розташований на території українського етнічного та культурного краю Східна Слобожанщина.
Від 2004 року входить до складу муніципального утворення Михайловська сільрада.

## Населення
| 2002 | 2010 |
| ---- | ---- |
| 358  | ↘256 |